# Tân đính Luân lý Giáo khoa thư
Tân đính Luân lý Giáo khoa thư là một tập sách giáo khoa do nhóm giáo viên trường Đông Kinh Nghĩa thục soạn và do trường ấn hành, dùng làm tài liệu  giảng dạy, phát hành lần đầu năm 1907, với mục đích tuyên truyền tư tưởng Duy Tân (đổi mới), và giáo dục công dân về những trách nhiệm của từng cá nhân với môi trường chung quanh.
Cùng với cuốn Tân đính Luân lý Giáo khoa thư, nhà trường cón phát hành nhiều sách giáo khoa khác như  Văn minh tân học sách, Quốc dân độc bản, Nam quốc địa dư, Cải lương mông học quốc sử giáo khoa thư 

## Lịch sử
Sách do Ngô Đức Thọ, chủ biên; và  Ngô Đức Thọ, Nguyễn Thúy Nga, Vũ Lan Anh, Nguyễn Đức Toàn biên soạn , với lời tựa viết vào ngày 27 tháng 2 năm Đinh Mùi (1907) .
Văn bản viết bằng tiếng Hán, gồm 36 trang và 1 trang bìa, mỗi tờ 2 mặt tổng cộng là 72 trang. Bản chính hiện được lưu giữ tại Trung tâm lưu trữ quốc gia I,  Hà Nội.
Năm 1997, sách được ông Vũ Văn Sạch dịch  ra quốc ngữ và Nhà xuất bản Văn hoá phối hợp với Cục lưu trữ nhà nước Việt Nam, Viện Viễn Đông Bác cổ Pháp xuất bản.

## Nội dung
Toàn bộ sách Tân đính luân lý giáo khoa thư  được chia thành 7 chương gồm các  mục như sau .:
| STT | Tên chương                    | Các mục nhỏ |
| --- | ----------------------------- | --- |
| 1   | Tổng luận                     | Quốc thể Trung Hiếu |
| 2   | Đối quốc (đối với quốc gia)   | Quốc Tôn vương ái quốc (lòng yêu nước) Thủ pháp (tuân thủ pháp luật) Binh dịch (nghĩa vụ quân sự) Nạp thuế (nghĩa vụ đóng góp cho quốc gia) Tuyển cử nghị viên Giáo dục tử nữ (giáo dục trẻ em) |
| 3   | Đối gia (đối với gia đình)    | Gia tộc Phu thê (vợ chồng) Phụ tử (cha con) Huynh đệ (anh em) |
| 4   | Đối kỷ (đối với bản thân)     | Kỷ Vệ sinh Dũ trí (trau dồi trí tuệ) Tiến đức (phát huy đạo đức) |
| 5   | Đối nhân (đối với người khác) | Tôn sư Kính trưởng Giao hữu (giao tiếp với bạn) |
| 6   | Đối xã hội (đối với xã hội)   | Xã hội Công nghĩa Công đức |
| 7   | Đối thứ vật (đối với vạn vật) | Bác ái Động vật Thực vật |

Mặc dù được triển khai khá giống với cách thức và quan niệm luân lý truyền thống của Nho học theo mô thức "Tu thân, trị gia, tề quốc" về trách nhiệm và cách xử thế của từng cá nhân với môi trường chung quanh, nhưng kết cấu logic tổng thể của quan niệm luân lý có nhiều thay đổi và lồng thêm nhiều quan hệ luân lý mới, cũng như những thể thức dân chủ mới như "tuyển cử nghị viên","quyền tư hữu cá nhân"... và nhấn mạnh tới giáo dục tinh thần quốc gia yêu nước, nghĩa vụ quốc gia như một khối thống nhất những người cùng huyết thống, chứ không phải quan niệm trung quân (trung thành với vua) cũ.

## Trích đoạn
- Có đất đai nghìn dặm, mà cư dân phiêu tán  bất thường, không thể gọi là quốc. Có muôn triệu dân mà bản đồ lệ thuộc vô định cũng không thể gọi là quốc. Có dân đông, có đất đai, mà không có chủ quyền, chính lệnh không thể thi hành vẫn không thể gọi là quốc. Cho nên cái gọi là quốc gồm ba yếu tố lãnh thổ, dân đông, chủ quyền không thể thiếu bất kỳ yếu tố nào. Trong ba điều đó chủ quyền là yếu tố quan trọng nhất để lập quốc. (Tờ 6a, Chương 2: Đối Quốc, mục 1: Quốc, phần 3: Chủ quyền)
- Nghĩa vụ số một của nhân dân đối với quốc gia đó là phục tùng pháp luật. Cái gọi là pháp luật không phải là lấy thủ đoạn chuyên chế để thực hành, mà lấy quyền lực công chính vô tư khống chế tư dục của cá nhân để bảo vệ lợi ích của số đông, trừng phạt kẻ gian, bảo vệ người lương thiện, duy trì sự an khang cho  quốc gia, cho nên nhân dân cần phải cùng nhau phục tùng pháp luật. (Tờ 7a, Chương 2: Đối Quốc, mục 3: Thủ pháp)

## Đánh giá
Theo phân tích của Phó giáo sư tiến sĩ Nguyễn Kim Sơn: 
"Khi đặt tên cho tác phẩm là: Tân đính luân lý giáo khoa thư, tác giả của nó đã ý thức được đây không còn nguyên vẹn là hệ thống  luân lý cũ, nhưng nó lại cũng không phải là hệ thống luân lý hoàn toàn mới. Tân đính chỉ có nghĩa là đem cái cũ ra điều chỉnh, sửa chữa, bổ sung, trùng tu, làm mới lại cho phù hợp với nhận thức mới và các đòi hỏi của thời đại mới mà thôi...Hầu hết ở những mục, những vấn đề bàn luận đều có ít nhiều cái mới, hoặc ở nội dung, hoặc ở cách tư duy, đặt vấn đề, hoặc ở quan niệm...." 
Cũng theo ông Nguyễn Kim Sơn, những cái mới của Tân đính Luân lý Giáo khoa thư là:
- Cấu trúc tổng thể, khung tư tưởng luân lý được trình bày trong Tân đính là khung tư tưởng mới về căn bản so với luân lý truyền thống nhà Nho.
- Tư tưởng về một nền chính trị quân chủ lập hiến theo mô hình Nhật Bản.
- Vấn đề dân tộc được xem là một vấn đề luân lý, đạo đức và tổ quốc, dân tộc là tập hợp những người cùng huyết thông và cứu nước là tiền đề và gắn liền với chỗ đem lại cơ hội cho các cá thể (từng cá nhân) của xã hội phát triển.
- Tư tưởng luân lý thực nghiệp, thực học, hữu ích, thực tiễn được chú ý khai triển.[3]